# Eduard von Heuss

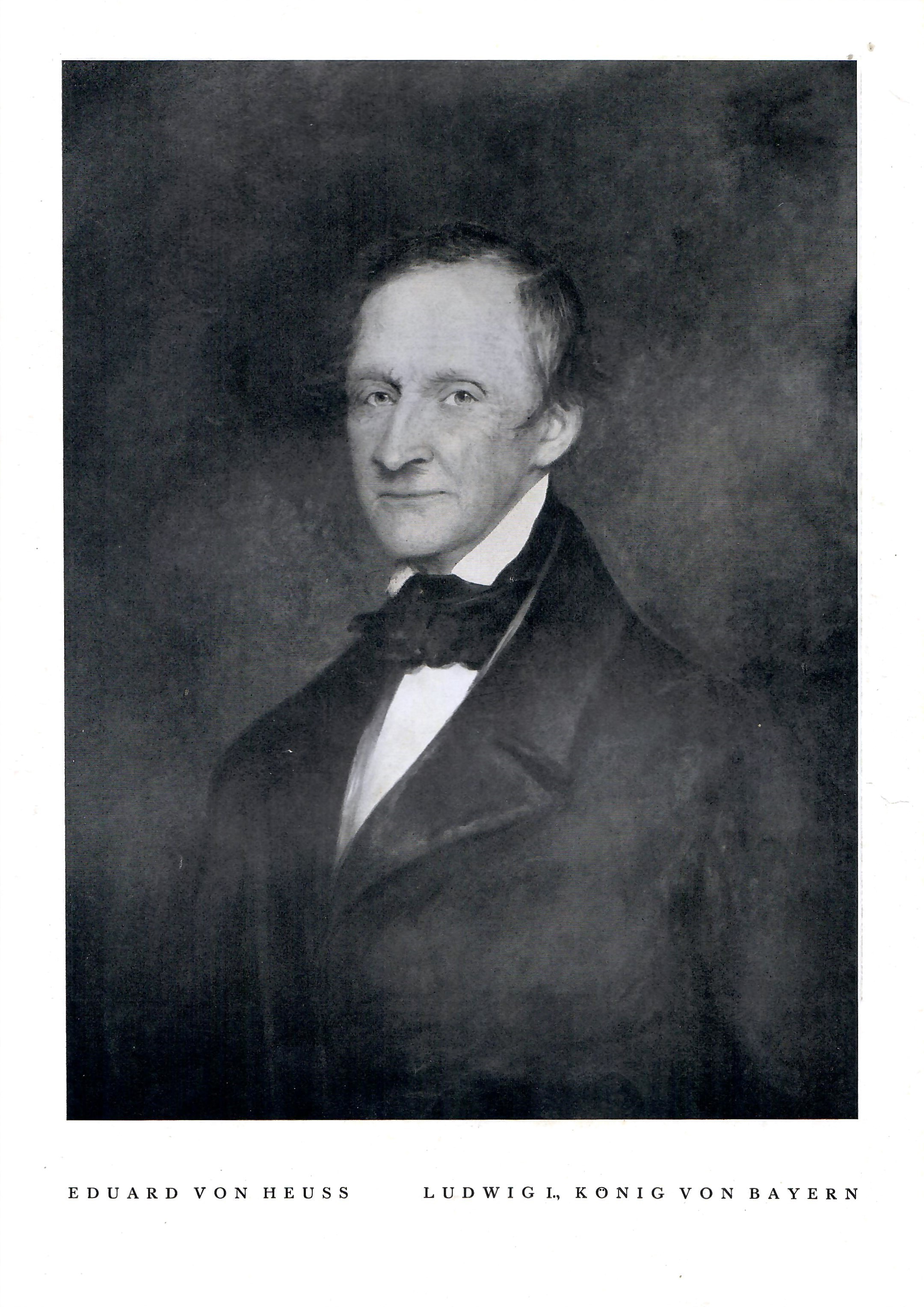
Gemälde König Ludwig I. von Bayern gemalt von Eduard von Heuss

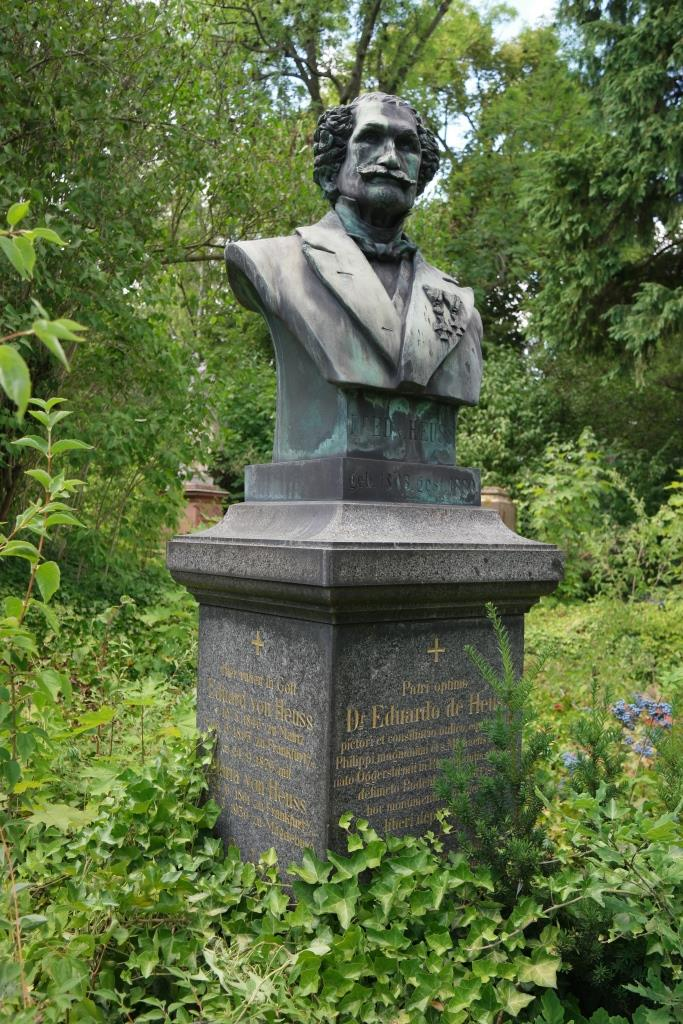
Grab von Eduard von Heuss auf dem Hauptfriedhof Mainz, im Juli 2017

Eduard von Heuß (Heuss) (* 5. Juli 1808 in Oggersheim; † 24. Oktober 1880 in Bodenheim) war ein großherzoglich hessischer  Hofrat, Hofmaler und Lithograf.
Heuß war Sohn eines Rechtsanwalts, der in Oggersheim praktizierte und seine Karriere als Kreisdirektor in Alzey, später als Obergerichts- und Stadtrat in Mainz fortsetzte. 
Bereits als Dreizehnjähriger begann Eduard Heuß auf dem seit 1820 in Mainz besuchten Gymnasium mit Lithographieren und Zeichnen zu anatomischen Themen. Seine weitere Ausbildung setzte er ab 1824 im Gymnasium in München fort, wo er anschließend, auf Wunsch der Mutter nach einem 'ordentlichen Beruf', Medizin studierte. Für den Physiologen Ignaz Döllinger setzte er seine Fertigkeiten als Ersteller pathologisch-anatomischer Zeichnungen ein. Neben dem Studium widmete er sich mit großer Begeisterung der Portraitmalerei. Durch den Auftrag des bayerischen Ministers Maximilian von Montgelas an den bis dato Hobby-Künstler für ein lebensgroßes Bild erlangte er kurz nach seiner Promotion zum Dr. med. in Anatomie (1829) allg. Aufmerksamkeit mit diesem ersten bedeutenden Porträt, das er innerhalb von 8 Tagen fertigstellte. Wieder zuhause porträtierte er ein Jahr später Großherzog Ludwig II. von Hessen-Darmstadt, 1862 König Ludwig I. von Bayern, wurde Hofmaler und später in den bay. Adelsstand erhoben.
Von 1831 bis 1835 hielt er sich längere Zeit in Rom auf, anschließend in Mainz, München und weiteren europäischen Städten wie Paris, London und Antwerpen. 1840 kehrte er mit seiner aus Bodenheim stammenden und 1837 auch dort geheirateten Frau Amalie Krätzer nach Mainz zurück. Vater Jakob Krätzer war Stadtrat in Mainz und hatte ebenfalls ein Porträt in Auftrag gegeben. Bei dessen Ausführung lernte er Tochter Amalie kennen. Weitere Arbeitsaufenthalte in allen europäischen Hauptstädten schlossen sich an. In dieser Zeit wurden in Paris und Wien die ersten 2 Töchter von insg. 7 Kindern geboren. Ab 1848 blieb er in Mainz, wo er u. a. für den Mainzer Dom das Christusbild im Laurentiusaltar malte.
Seit dem Tod seiner Ehefrau 1853, nach der Geburt des 7. Kindes, beherrschten christliche Themen seine Malerei, wie z. B. den Christus-Zyklus und das Bild „in memoriam uxoris optimae“. Ab 1857 wohnte er in Bodenheim, immer wieder unterbrochen durch Arbeitsaufenthalte in München. Sein vorwiegendes Thema blieb jetzt die religiöse Malerei.
Nach seinem Tod 1880 in Bodenheim wurde sein Nachlass 1883 in Mainz und 1901 in München ausgestellt und 1903 durch den Münchner Auktionator Hugo Helbing versteigert.

## Ehrungen
- Eduard Heuß wurde 1869 in Bayern in den erblichen Adelsstand erhoben.
- Heuß erhielt 1880 das Ritterkreuz I. Klasse Verdienstorden vom Hl. Michael.
- Eine Straße in Bodenheim trägt heute seinen Namen.